# لو سوماي
لو سوماي (تُترجم باللغة العربية حرفيا إلى النوم أو الاستلقاء) هي لوحة زيتية رُسمت على القماش من قبل الفنان الفرنسي غوستاف كوربيه عام 1866.
تُصور اللوحة السحاقيات؛ وتُعرف أيضا باسم الصديقتان (بالفرنسية: Les Deux Amies)‏ كما اشتهرت باسم الكسل والشهوة (بالفرنسية: Paresse et Luxure)‏.

## التاريخ
إنشاء اللوحة تم بتكليف من الديبلوماسي التركي خليل الرقيق باشا خلال أواخر الحقبة العثمانية حيث كان يعيش في باريس منذ عام 1860 وطلب من غوستاف رسمها. لم يكن يُسمح بعرض اللوحة أو حنى نشر صور لها في الصحف والمجلات حتى عام 1988، وذلك على غرار عدد من اللوحات الأخرى لنفس الفنان ولعل أبرزها لوحة أصل العالم. هذا وتجدر الإشارة إلى أن لوحة لو سوماي قد أثارت ضجة كبيرة عام 1872 عندما قام تاجر ما بعرضها في المتجر فقامت الشرطة بالحجز على متجره وإصدار تقرير (تهمة) في حقه. أحد عارضات اللوحة والمدافعات عنها كانت جوانا هيفرنان عشيقة الرسام الآخر جيمس مكنيل ويسلر والذي كاه صديقا لغوستاف في تلك الفترة.
وصفت موسوعة حضارات وثقافات مثلي الجنس لوحة لو سوماي «بالشهيرة». كما أكدت على أنها شكلت نقطة تحول في القرن التاسع عشر في المجال الفني، وذلك باعتبار أنه بعد عرض اللوحة تشجع مجموعة من الفنانين المعاصرين ورسموا في موضوع المثلية؛ كما أن تكرارا هذا الموضوع في العديد من الندوات والمؤتمرات والمقالات ساعد في التخفيف من تحريمه وتجريمه.
توجد اليوم لوحة لو سوماي في متحف بالايس الصغير الموجود في العاصمة الفرنسية باريس.

## الوصف
تُظهر اللوحة مرأتين عاريتين ونائمتين فوق سرير ومتشابكتين (احتضان) بطربقة مثيرة؛ كأنهما يستريحان بعد الجماع.
غرفة النوم موضحة في الخلفية؛ كما أن تأثير زيت الرسم ساعد في إبرازها، وفي الخلفية البعيدة يظهر حائط أزرق ذو لون داكن مع ستار في الزاوية اليمنى وطاولة تحمل زهرة زهرية.
في المقدمة توجد طاولة خشبية صغيرة فوقها مجسم عبارة عن سفينة صغيرة وزهرية كريستالية ثم كوب، وباستثناء المفروشات فلا يوجد شيء في اللوحة تطغى على الصورة الرئيسية باستثناء جسدي المرأتين العاريتين.
واحدة من النساء النائمات شعرها أحمر أما الأخرى فشعرها بني، وعلى النقيض من لون الشعر فلون جسديهما متشابهان؛ ويُزينان وضعيتهما بقلادة من اللؤلؤ ودبوس شعر على السرير في إشارة إلى قيامهما بنشاط جنسي سابق.

## التحليل
اللوحة مستوحاة من قصيدة شارل بودلير تحت عنوان أزهار الشر. وقد تم تفسير اللوحة واعتبارها واقعية بدرجة كبيرة خاصة وأنها تُفصل في هيئات البشر دون تستر على العيوب.